# Gipuzkoa Basket
Donosti Gipuzkoa Basket 2001 Saskibaloi Kirol Elkartea is een Spaanse basketbalclub uit San Sebastián ook bekend als Gipuzkoa Basket die werd opgericht in 2001.

## Geschiedenis
De club werd opgericht in 2001 en speelde een seizoen in de Spaanse derde klasse. Twee seizoenen lang kwam de club niet uit in competitie. In 2004 keerde de club terug in de derde klasse en eindigde vijfde. Ze kochten de licentie van tweedeklasser CB Ciudad de Algeciras die in financiële moeilijkheden waren geraakt. De club dwong meteen promotie af naar de hoogste klasse maar degradeerde een seizoen later alweer. Om meteen daarna weer te promoveren, ze speelde daarna vanaf het seizoen 2008/09 speelde de club acht seizoenen in de hoogste klasse. De laatste jaren daarvan moet de club telkens tegen degradatie vechten. In 2016 volgde de degradatie, maar na een seizoen wist de club alweer te promoveren. Ditmaal bleven ze twee seizoenen in de hoogste klasse.
In 2019 volgde dan opnieuw de degradatie naar de tweede klasse. Opnieuw slaagde de club erin om na een seizoen weer terug te keren maar opnieuw volgde een seizoen later alweer degradatie. Sinds het seizoen 2021/22 komt de club uit in de Spaanse tweede klasse.

## Erelijst
- Spaanse tweede klasse: 2006, 2017, 2020
  - Tweede: 2008
- Copa Princesa de Asturias: 2020

## Bekende (oud)-spelers
| - Ioann Iarochevitch - Lazar Mutic - Maxime Carène - Domagoj Proleta - Henk Norel | - Alex Barcello - Michael Bradley - Benjamin Simons |